# Nikola Dedović
Nikola Dedović (en serbe : Никола Дедовић), né le 25 janvier 1992 à Belgrade, est un joueur de water-polo international serbe évoluant au club allemand du Wasserfreunde Spandau 04 et en équipe nationale de Serbie.

## Palmarès

### En sélection
- Serbie
  - Jeux olympiques :
    - Médaille d'or : 2020.